# Christiana africana
Christiana africana är en malvaväxtart som beskrevs av Dc.. Christiana africana ingår i släktet Christiana och familjen malvaväxter. Inga underarter finns listade i Catalogue of Life.